# 佳冬郷

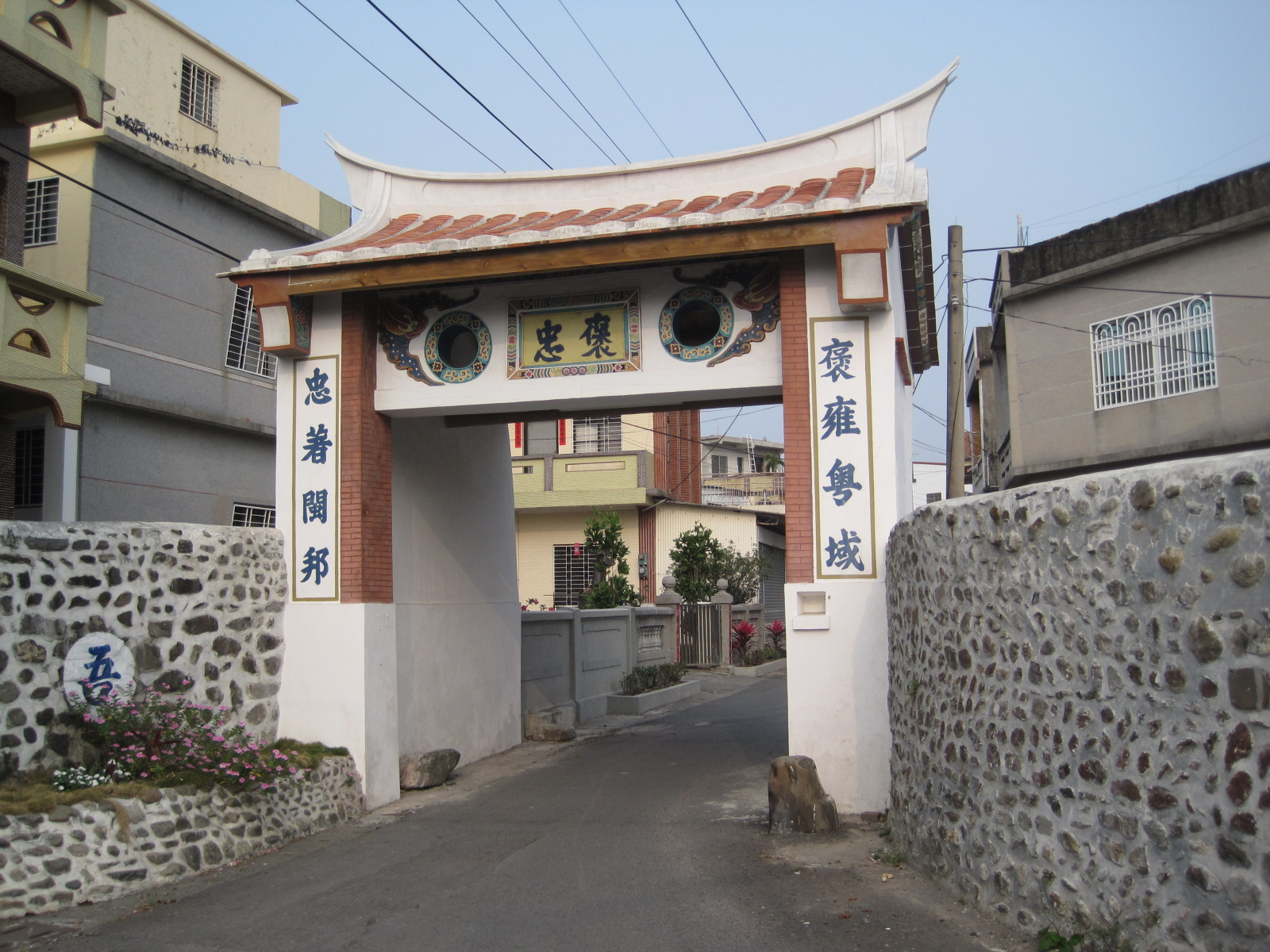
茄冬西隘門（褒忠門）

佳冬郷（ジアドン/かとう-きょう）は台湾屏東県の郷。

## 地理
佳冬郷は屏東県西部沿海地方に位置し、東及び東南は枋寮郷と、東北は新埤郷と、西北は林辺郷とそれぞれ接し、西南は台湾海峡に面している。屏東平原南部に位置するため地勢は平坦であり、林辺渓が林辺郷境を流れている。地下水の過度な汲み上げによる地盤沈下が進み、台湾西部の中でも最も被害が深刻な地域の一つである。

## 歴史
佳冬郷は古くは平埔族の支族である馬卡道族茄藤社の居住地であった。旧名を「六根」、「茄苳脚」と称していた。「茄苳脚」の由来には2説ある。一つはこの地に茄苳樹が群生し、また屏東平原の客家集落の南側に位置していたことから「茄苳脚」と称されるようになったというものであり、二つは平埔族語からの音訳とする説である。

清代はこの地は鳳山県六根庄に帰属していた。1920年の台湾地方改制の際、「茄苳脚」を二字に縮少し、更に字音の近似、南方の「恒春」との一對性も考慮され、「佳冬」と改称され、「佳冬庄」を設置、高雄州東港郡の管轄とした。戦後は高雄県佳冬郷とされたが、1950年に屏東県に改編され現在に至っている。

## 行政区
| 村                                                                                             |
| ---------------------------------------------------------------------------------------------- |
| 佳冬村、六根村、頼家村、万建村、昌隆村、豊隆村、玉光村、石光村、大同村、羌園村、燄塭村、塭豊村 |

## 歴代郷長
| 代 | 氏名 | 着任日 | 退任日 |
| -- | ---- | ------ | ------ |

## 教育

### 高級職業学校
- 国立佳冬高級農業職業学校

### 国民中学
- 屏東県立佳冬国民中学

### 国民小学
| - 屏東県立佳冬国民小学 - 屏東県立塭子国民小学 - 屏東県立羌園国民小学 | - 屏東県立昌隆国民小学 - 屏東県立大新国民小学 - 屏東県立玉光国民小学 |

## 交通
| 種別 | 路線名称 | その他 |
| ---- | -------- | ------ |
| 鉄道 | 屏東線   | 佳冬駅 |
| 省道 | 台1線    |        |
| 省道 | 台17線   |        |

## 観光

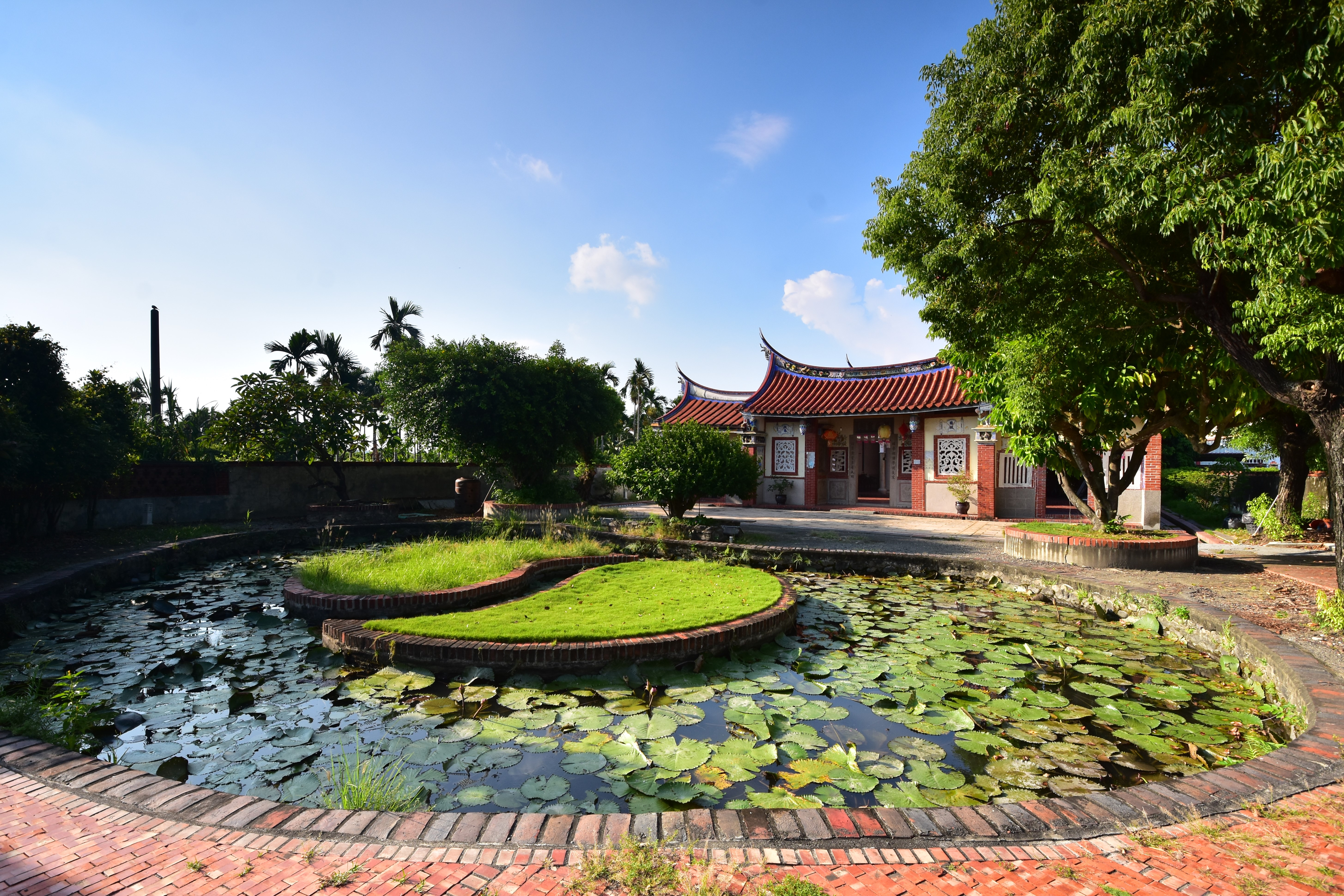
屏東佳冬-楊氏宗祠

- 茄冬西隘門
- 佳冬蕭家古厝
- 佳冬張家古厝
- 佳冬楊氏宗祠
- 佳冬神社
- 海鴎遊楽区
- 地盤沈下景観
- 佳冬郷防空壕